# Jim Bowdoin
James Lehman „Jim“ Bowdoin (* 15. Januar 1904 in Coffee Springs, Alabama; † 11. Mai 1969 in Mobile, Alabama), Spitzname: Goofy, war ein US-amerikanischer American-Football-Spieler. Er spielte als Guard in der National Football League (NFL), unter anderem bei den Green Bay Packers.

## Spielerlaufbahn

### Collegekarriere
Jim Bowdoin studierte an der University of Alabama und spielte dort American Football. In den Jahren 1927 und 1928 zeichnete ihn sein College für seine sportlichen Leistungen aus. Mit seinem Team gewann er 1925 und 1926 die US-amerikanische College-Football-Meisterschaft. Die Alabama Crimson Tide hatten in beiden Jahren alle ihrer jeweils neun Spiele gewonnen.

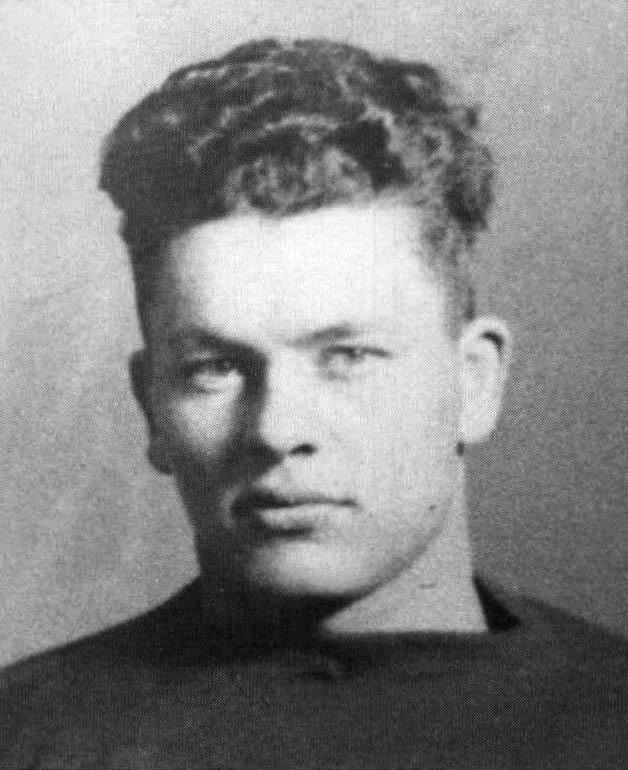
Curly Lambeau

### Profikarriere
Bowdoin wurde 1928 von den Green Bay Packers verpflichtet, die von Curly Lambeau trainiert wurden. Im Jahr 1929 konnte Lambeau durch die Verpflichtung von John McNally seine Offense verstärken. Bowdoin hatte die Aufgabe, McNally den Weg in die gegnerische Endzone freizublocken. Die späteren Mitglieder in der Pro Football Hall of Fame, Mike Michalske und Cal Hubbard, konnten im selben Jahr ebenfalls an die Mannschaft gebunden werden und Bowdoin gewann mit seinem Team seine erste NFL-Meisterschaft. In den nächsten beiden Jahren konnten die Packers ihren NFL-Meistertitel erfolgreich verteidigen. Bowdoin schloss sich 1932 den von Steve Owen trainierten New York Giants an, wechselte aber noch in der laufenden Saison zu den Brooklyn Dodgers. 1933 stand er für ein Jahr bei den Portsmouth Spartans unter Vertrag und beendete nach der Saison 1934 bei den Dodgers seine Laufbahn.